# Děti noci (film, 1996)
Děti noci (Les Voleurs) je francouzský hraný film z roku 1996, který režíroval André Téchiné podle vlastního scénáře. Snímek měl světovou premiéru na Mezinárodním filmovém festivalu v Cannes.

## Děj
Malý Justin se dozví o smrti svého otce Ivana, který byl zapojen do trestné činnosti. Sestra jeho komplice Jimmyho Fontany a také Ivanova bývalá milenka Juliette skončí na policejní stanici v Lyonu za krádež parfému. Tam se seznámí s policistou Alexem, který je Ivanův bratr. Alex se stal policistou na protest proti své zločinecké rodině, ale ze své práce u policie je rozčarován. Začne jeho vztah s Juliette, ta ale udržuje intimní vztah i s profesorkou filozofie Marie Leblanc. Juliette jednoho dne beze stopy zmizí. Alex se obrátí na Marii. Zjistí, že Juliette byla svědkem toho, jak byl Ivan zastřelen ochrankou, když se snažil ukrást auto. Když Marie zjistí, že Juliette začala nový život v Marseille bez ní, zoufale se vrhne z okna. Mezitím se Alex snaží navázat vztah se svým synovcem Justinem. O Justina se však stará Jimmy a drží ho daleko od kriminální činnosti jeho příbuzných, i když on sám se nyní stal hlavou gangu. Navíc se Jimmy a Justinova matka Mireille sblíží, takže Justin má Jimmyho jako náhradního otce. Alex tak zůstává osamělý.

## Obsazení
| Catherine Deneuve     | Marie Leblanc                   |
| Daniel Auteuil        | Alexandre Noël                  |
| Didier Bezace         | Ivan Noël, jeho bratr           |
| Laurence Côte         | Juliette Fontana                |
| Benoît Magimel        | Jimmy Fontana, její bratr       |
| Fabienne Babe         | Mireille, Ivanova žena          |
| Julien Rivière        | Justin, Ivanův syn              |
| Ivan Desny            | Victor Noël, otec Alexe a Ivana |
| Régis Bétoule         | Régis                           |
| Pierre Pérez          | Fred                            |
| Naguime Bendidi       | Nabil                           |
| Chiara Mastroianniová | žákyně Marie                    |
| Didier Raymond        | Lucien                          |
| Jean-Louis Meunier    | zpěvák                          |
| Youssef Ferhat        | Sabrina                         |
| Christine Paolini     | matka                           |
| Stéphane Poulenas     | hasič                           |

## Ocenění
- Prix Michel Simon (Benoît Magimel)
- César: vítěz v kategorii nejslibnější herečka (Laurence Côte) a nominace v kategoriích nejlepší film, nejlepší režisér, nejlepší herečka, nejslibnější herec
- Festival v Cannes: nominace na Zlatou palmu, Grand Prix, cenu poroty, Prix de la mise en scène, cenu ekumenické poroty.